# セントラル・マウンテン・エア
セントラル・マウンテン・エア（Central Mountain Air）は、カナダ西部、ブリティッシュコロンビア州の地域航空会社。バンクーバー国際空港をハブ空港とし、州内に路線を展開している。
運航機材はビーチクラフト 1900、デ・ハビランド・カナダ DHC-8、ドルニエ 328である。